# طريقة دورن
طريقة دورن هي شكل من أشكال العلاج اليدوي والشامل البديل الذي يدعى أنه يستخدم لتصحيح الاختلالات في العمود الفقري والمفاصل الأخرى.
أثناء العلاج، يلمس المعالج العمود الفقري للمريض. إذا تم العثور على أي مناطق «غير متوازنة»، يتم ملامسة الاختلالات الكامنة المحتملة بضغط لطيف باستخدام الإبهام أو اليد ضد العمليات الشوكية، في حين أن المريض يسن حركات موجهة مثل تأرجح الساق أو الذراعين لتشتيت انتباه الجمود؛ هذا مشابه لمبدأ الميكانيكا المعروف باسم «ضغط العداد». في حالة الألم، ينصح المريض بإيقاف العملية لتجنب أي ضرر للجسم.